# Henrik Harlaut
Henrik Harlaut, född 14 augusti 1991 i Sollentuna, är en svensk freestyleskidåkare som har världsrekord i flest X Games medaljer. Han ingår i freeskilandslaget och representerade Sverige under Vinter-OS i Sotji 2014 där han kom på sjätte plats i slopestyle. Harlaut vann brons i big air vid Vinter-OS i Peking 2022. År 2023 mottog han H.M. Konungens medalj för förtjänster om svensk idrott.
Han har två äldre bröder, Philip och Oscar, som också arbetar inom den alpina skidåkarbranschen.

## Biografi
Henrik Harlaut föddes i Sollentuna och inledde sin skidåkarkarriär i Väsjöbacken i Sollentuna. Vid fem års ålder började han åka alpint, men hans största intresse som liten var ishockey. När Harlaut var nio flyttade familjen till Åre, och därefter blev skidåkningen prio ett.
Harlaut och kamraten Phil Casabon anordnar årligen sin egen tävling "B&E Invitational" i franska Les Arcs. Harlaut har varit en del av det svenska landslaget i slopestyle sedan det skapades 2012.
Henrik Harlauts största internationella meriter är guldmedaljerna i X Games big air 2013, 2014 och 2018, samt ett silver i X Games slopestyle 2013. Han tog också X Games slopestyle guld 2018. Guldet 2013 tog han genom att landa sitt specialtrick "nosebutter trippelcork 1620", ett trick som vid den tidpunkten aldrig gjorts tidigare och gav honom 50 poäng, vilket är högsta möjliga i den tävlingen. Han upprepade samma trick när han tog ännu ett guld i grenen året därpå, och hade även med det i sitt åk under slopestyletävlingen vid OS i Sotji. Just buttertricks är något som Harlaut är känd för, och han är en av få åkare som utför dessa på tävling.
Under 2014 deltog Harlaut för första gången i en big mountain-tävling, i Nordiska Mästerskapen i Extremskidåkning som går av stapeln i Riksgränsen i maj varje år. Han tog sig till final där han slutade på 42:a plats.
2019 tog han sin första medalj i ett Värdsmästerskap som blev ett Silver i grenen Big Air.

## Medaljer
2024
- 2:a Winter X Games, Knuckle Huck,  Aspen, Colorado
- 1:a Big Air Saudi Arabia

2023
- H.M. Konungens medalj av 5:e storleken i högblått band för förtjänster om svensk idrott

2022
- 3:a Winter Olympics, Big Air, Bejing, Kina

2019
- 2:a World Championship, Big Air, Park City, USA

2018
- 1:a Winter X Games, Big Air, Aspen, Colorado
- 1:a Winter X Games, Slopestyle, Aspen, Colorado
- 2:a Winter X Games, Big Air, Norge

2017
- 1a Winter X Games Big Air, Hafjell, Norge
- 2a Winter X Games Big Air, Aspen, Colorado

2016
- 1a Winter X Games Big Air, Oslo, Norge

2014
- 1a Winter X Games Big Air, Aspen, Colorado

2013
- 1:a Winter X Games, Big Air, Aspen, Colorado
- 2:a Winter X Games, Slopestyle, Aspen, Colorado
- 2:a Jon Olsson Invitational, Big Air, Åre, Sverige
- 3:a WSI, Big Air, Whistler, Kanada

2012
- 1:a Freestyle.CH, Big Air, Zürich, Schweiz
- 1:a London Freeze, Big Air, London, Storbritannien
- 2:a Världscup, Slopestyle, Ushuaia, Argentina
- 3:a Dew Tour, Big Air, Breckenridge, Colorado
- 3:a Dew Tour, Slopestyle, Breckenridge, Colorado

2011
- 1:a LA Session, Big Air, Les Arcs, Frankrike
- 2:a WSI, Big Air,  Whistler, Kanada

2010
- 1:a Freestyle.CH, Big Air, Zürich, Schweiz
- 3:a Relentless Freeze Festival, Big Air

2009
- 1:a Freestyle.CH, Big Air, Berlin, Tyskland
- 1:a Nine Knights, Big Air, Oberstdorf, Tyskland
- 1:a Nine Knights, Rail Jam, Oberstdorf, Tyskland
- 1:a Aspen Open, Slopestyle, Aspen, Colorado
- 1:a European Open, Slopestyle, Laax, Schweiz
- 2:a Jon Olsson Super Sessions (Team Europe), Film Contest, Åre, Sverige
- 3:a New Zealand Open, Slopestyle, SnowPark, Nya Zeeland

2008
- 1:a Junior-SM, Big Air
- 1:a Nine Knights, Big Air
- 1:a Nine Knights, Rail Jam
- 1:a Saas-Fee Ride, Big Air, Saas-Fee, Schweiz
- 1:a London Ride, Big Air, London
- 3:a Dew Tour, Slopestyle, Breckenridge, Colorado

2007
- 1:a Saas-Fee Ride, Big Air, Saas-Fee
- 1:a Östersund Rail Jam
- 1:a Kungsträdgården Rail Jam
- 1:a Monster Park Rail Jam

## Filmer
2014
- Road To Zion (Inspired Media Concepts)
- Oil & Water (Armada Skis)

2013
- Let It Flow (Inspired Media Concepts)

2012
- The Education of Style (Inspired Media Concepts)

2011
- B&E Show: The Blackout Project (Inspired Media Concepts)

2010
- Eye Trip (Level 1 Productions)

2009
- Refresh (Level 1 Productions)

2008
- Turbo (Level 1 Productions)
- Slamina (4bi9 Media9
- Road To Nowhere (Stept Productions)

2007
- Chronillogical (Stept Productions)

2005
- First Price (Field Productions)